# KS Polonia Warszawa
A 	MKS Polonia Warszawa egy varsói labdarúgócsapat. A lengyel labdarúgó-bajnokság első osztályában szerepel.

## Története
A Polonia Warszawa két iskolai csapat egyesülésével jött lére 1911 őszén. A klubot Wacław Denhoff-Czarnock kapitány alapította. A Polonia latinul Lengyelországot jelent és gyakran használják a hazájukból elmenekült személyek, szervek. A választás bátor volt azokban az időkben, amikor Varsó az orosz felosztás része volt.
Kezdetben a játékosok fekete-fehér csíkos mezekben játszottak, de 1912-án már tervben volt a mostani mez. Ez a színválasztás a gyásznak és az elfoglalt hazának volt a jelképe. Ez a tartós színösszeállítás miatt ragadt a csapatra a beceneve: „a fekete ingesek”. A fehér rövidnadrág és a piros zokni a lengyel zászlóból származott.
Az első hivatalos mérkőzésén a csapat a helyi riválissal, a Koronával játszott. A végeredmény 3–4 lett. Két évvel később a visszavágón viszont már a „fekete ingesek” győztek 4–0-ra.

### A második világháború előtti időszak
A Polonia és a Legia Warszawa közötti első összecsapásra 1917. április 29-én került sor. Ez volt Varsó első nagy derbije helyi csapatok között. A két csapat közti feszültség már korán kialakult, ami még mai napig is tart. A Legia egy, az első világháborús katonákból alakult volhyniai csapat, mely régebben sokat játszott Varsóban, így már szinte fővárosi egyesületnek számít.
1921-ben, amikor a csapat először játszott a lengyel első osztályban, az idény végén második helyezést ért el, majd teljesítményét 1926-ban megismételte. A Polonia a város egyik kedvenc csapata volt, mely a szurkolók többségének támogatását élvezhette. Az 1930-as évek végére a Polonia a lengyel futball egyik élcsapata lett, a csapatból többen is helyet kaptak a válogatott keretben, mint például Jozef Mioduszewski, Wladyslaw Szczepaniak, Erwin Nyc és Henryk Jaznicki. A barátság a Polonia és a Cracovia Kraków között ezekben az időkben alakult ki.

### 1940-es 1950-es évek
A csapat 1946-ban elhódította a bajnok címet. Ez szimbolikus volt a lebombázott főváros romjai között. A döntőt a Wojska Polskiegóban, a Legia stadionjában játszották, mivel a Konwiktorska utcai stadion a háború alatt tönkrement. A Polonia legyőzte az AKS Chorzów-ot.
A sztálinista időkben a csapat színeit megváltoztatták és Varsó legöregebb klubját átnevezték Kolejarzra azaz „vasúti munkásra”, mivel a csapatot a lengyel Nemzeti Vasúttársasághoz csatolták. A fekete mezszínt betiltották minden klubnál, és mindent meg kellett semmisíteni, ami a világháború előtti időkre emlékeztetett. Minden lengyel labdarúgóklubot valamelyik iparághoz csatoltak, így a hadsereghez, a bányászokhoz vagy a nemzetőrökhöz – a vasút, mint legszegényebb szponzor volt jelen. A klub vezetőségében uralkodó zűrzavar miatt a csapat a másodosztályba esett vissza.
A Konwiktorska utcai stadionban 15 évvel később is ezrek és ezrek jelentek meg a mérkőzéseken. Mindezek ellenére a Legia – amely végig az első osztályban játszott, és a lengyel liga egyik legsikeresebb csapata lett – „átcsalogatta” a Polonia szurkolóit, különösen azokat, akik a háború után elköltöztek a lerombolt fővárosból.
Hamarosan a Polonia közel 40 évre búcsúzott az élvonaltól.

### Felemelkedés
1992–1993-as idényben a Polonia újra az első osztályba jutott, de a klub költségvetése és a felkészültség hiánya miatt csak egy évet töltött el ott.
1995-ben már egy megerősített, új edző irányította csapat jutott fel. 1996-ban Janusz Romanowskinak, a csapat fejének, sikerült szponzorokat átcsábítania a Legiától, pedig az az UEFA-kupában a negyeddöntőig menetelt. 1998-ban a „fekete mezesek” második helyen végeztek a bajnokságban. A Polonia az 1999-es Intertotó-kupában indult, ahol az elődöntőig jutott.

### 2000-es évek
Az 1999–2000-es szezonban a csapat kihívó nélkül menetelt a bajnokságban, és az őszi idény után a klub történetében először vezette a tabellát. A siker kovácsai a Polonia menedzserei, Jerzy Engel (aki később a lengyel labdarúgó-válogatott szövetségi kapitánya volt és sikeresen bejuttatta a nemzeti tizenegyet a 2002-es világbajnokságra), illetve Dariusz Wdowczyk (korábbi válogatott labdarúgó) voltak. A téli szünet alatt több tehetséges játékos is leszerződött a Poloniához, mint például például Tomasz Wieszczycki és Tomasz Kielbowicz.
Az első bajnoki címét ünneplő Polonia előbb elhódította a ligakupát, majd júliusban egyértelműsítette fölényét, és a szuperkupa-döntőben legyőzte az Amica Wronkit. A bajnokok-ligájában az első körben még túljutott a Dinamo Bucureştin (4:3, 3:1), azonban a második körben a Panathinaikósz (2:2, 1:2) ellen már kiesett.
Sajnos a dolgok nem voltak tökéletesek a Konwiktorska utcában. A szponzor cég, a Hopp, a csapat nevébe belevetette a cég nevét is. A szurkolók ezt nem fogadták el, majd a tiltakozások és bejelentések hatására a klub végül levette a cégnevet.
2001–2002-ben a „fekete mezesek” ugyan a tabella második felében végeztek, a csapat mégis elhódította a lengyel kupát.
Az elkövetkező néhány évben a klub továbbra is a kieső helyeket ostromolta. A csapat szereplését tovább súlyosbította, hogy Jan Raniecki (egy autóalkatrész gyártó cég tulajdonosa), a klub egyetlen szponzora 2006-ban szívrohamban elhunyt. Örökösei nem támogatták tovább a Poloniát, majd a pénzügyi krízis odáig vezetett, hogy a csapat 2005–2006-ban visszaesett a második ligába.
2006 márciusában a klubnak új tulajdonosa lett. Az egyik legnagyobb lengyel építkezési vállalatnak köszönhetően a költségvetés megerősödött ugyan, de a klub így sem volt képes feljutni. A „fekete mezesek” sokáig harcoltak az első osztályú tagságért, azonban a várt helyezések elmaradtak.

### Egyesülés a Dyskobolia Grodzisk Wielkopolskival
2008 júliusában a Polonia Warszawa és a Dyskobolia Grodzisk Wielkopolski összeolvadt, így a csapat feljutott az élvonalba. Dyskobolia játékosai Varsóba költöztek, hogy ők alkossák az új csapat magját.

## Sikerei

### Hazai
- Ekstraklasa (Első osztály):
  - Első hely (2): 1946, 2000
  - Második hely (3): 1921, 1926, 1998
- Lengyel labdarúgókupa:
  - Győztes (2): 1952, 2001
- Lengyel szuperkupa:
  - Győztes (1): 2000
- Lengyel ligakupa:
  - Győztes (1): 2000

### Európai
- Intertotó-kupa:
  - Elődöntős (1): 1999

## Nemzetközi eredményei
| Szezon  | Kupa                 | Kör          | Ország        | Klub                  | Eredmény |
| ------- | -------------------- | ------------ | ------------- | --------------------- | -------- |
| 1997    | Intertotó-kupa       | Csoportkör   | Dánia         | Aalborg BK Football   | 0-2      |
|         |                      |              | Fehérorosz    | FC Gyinamo-93 Minszk  | 1-4      |
|         |                      |              | Hollandia     | SC Heerenveen         | 0-0      |
|         |                      |              | Németország   | MSV Duisburg          | 0-0      |
| 1998/99 | UEFA-kupa            | Első kör     | Észtország    | Tallinna Sadam        | 2-0, 3-1 |
|         |                      | Második kör  | Oroszország   | FK Gyinamo Moszkva    | 0-1, 0-1 |
| 1999    | Intertotó-kupa       | Első kör     | Moldova       | Tiligul Tiraspol      | 4-0, 0-0 |
|         |                      | Második kör  | Dánia         | FC København          | 2-2, 5-1 |
|         |                      | Harmadik kör | Magyarország  | Vasas                 | 2-0, 2-1 |
|         |                      | Elődöntő     | Franciaország | FC Metz               | 1-5, 1-1 |
| 2000/01 | UEFA-bajnokok ligája | Második kör  | Románia       | Dinamo Bucureşti      | 4-3, 3-1 |
|         |                      | Harmadik kör | Görögország   | Panathinaikósz        | 2-2, 1-2 |
|         | UEFA-kupa            | Első kör     | Olaszország   | Udinese Calcio        | 0-1, 0-2 |
| 2001/02 | UEFA-kupa            | Selejtező    | Wales         | The New Saints F.C.   | 4-0, 2-0 |
|         |                      | Első kör     | Hollandia     | Twente Enschede       | 1-2, 0-2 |
| 2002/03 | UEFA-kupa            | Selejtező    | Málta         | Sliema Wanderers F.C. | 3-1, 2-0 |
|         |                      | Első kör     | Portugália    | FC Porto              | 0-6, 2-0 |
| 2003    | Intertotó-kupa       | Első kör     | Kazahsztán    | Tobil Kosztanaj FK    | 0-3, 1-2 |

## Jelenlegi keret
2014. március 29. szerint
A félkövérrel jelzett játékosok rendelkeznek felnőtt válogatottsággal.
| #  |     | Poszt | Név                    |
| -- | --- | ----- | ---------------------- |
| 1  | POL | K     | Michał Dudek           |
| 4  | POL | V     | Adam Grzybowski        |
| 6  | POL | V     | Damian Maleszyk        |
| 7  | POL | KP    | Adrian Ligienza        |
| 8  | POL | KP    | Dawid Klepczyński      |
| 9  | POL | KP    | Bartosz Kozakiewicz    |
| 10 | POL | KP    | Mateusz Gliński        |
| 11 | POL | CS    | Michał Strzałkowski    |
| 14 | POL | V     | Aleksander Fogler      |
| 15 | POL | KP    | Piotr Tyburski         |
| 16 | NGR | KP    | Adenyi Lekan           |
| 17 | POL | KP    | Dominik Lemanek        |
| 18 | NGR | V     | Tony Uzoma Chukwuemeka |
| 21 | POL | V     | Kacper Lachowicz       |

| #  |     | Poszt | Név                  |
| -- | --- | ----- | -------------------- |
| 22 | POL | KP    | Patryk Strus         |
| 25 | POL | K     | Paweł Błesznowski    |
| 26 | POL | KP    | Piotr Augustyniak    |
| 27 | POL | KP    | Mariusz Ujek         |
| 31 | POL | K     | Michał Brudnicki     |
| 32 | POL | KP    | Gerard Boruń         |
| 44 | POL | KP    | Mateusz Sołtys       |
| 77 | POL | V     | Max Brzosko          |
| 95 | POL | CS    | Marcin Kruczyk       |
| 99 | POL | KP    | Wojciech Antczak     |
| ?  | POL | KP    | Konrad Wojtkielewicz |
| ?  | POL | V     | Adrian Zawadka       |
| ?  | POL | V     | Piotr Stępniak       |

## Híres játékosok
- Władysław Szczepaniak
- Erwin Nyc
- Zdzisław Gierwatowski
- Michał Żewłakow
- Marcin Żewłakow
- Arkadiusz Bąk
- Dariusz Dźwigała
- Antoni Łukasiewicz
- Emmanuel Olisadebe
- Marek Citko
- Luis Swisher

## Fordítás
- Ez a szócikk részben vagy egészben  a   Polonia Warsaw című angol Wikipédia-szócikk ezen változatának fordításán alapul.  Az eredeti cikk szerkesztőit annak laptörténete sorolja fel. Ez a jelzés csupán a megfogalmazás eredetét és a szerzői jogokat jelzi, nem szolgál a cikkben szereplő információk forrásmegjelöléseként.

## Külső hivatkozások
- Hivatalos weboldal
- MKS Polonia Warszawa (90minut.pl)
- KSP Polonia Warszawa (90minut.pl)